# チョベ国立公園
チョベ国立公園（Chobe National Park）は、ボツワナ北端部にある国立公園。

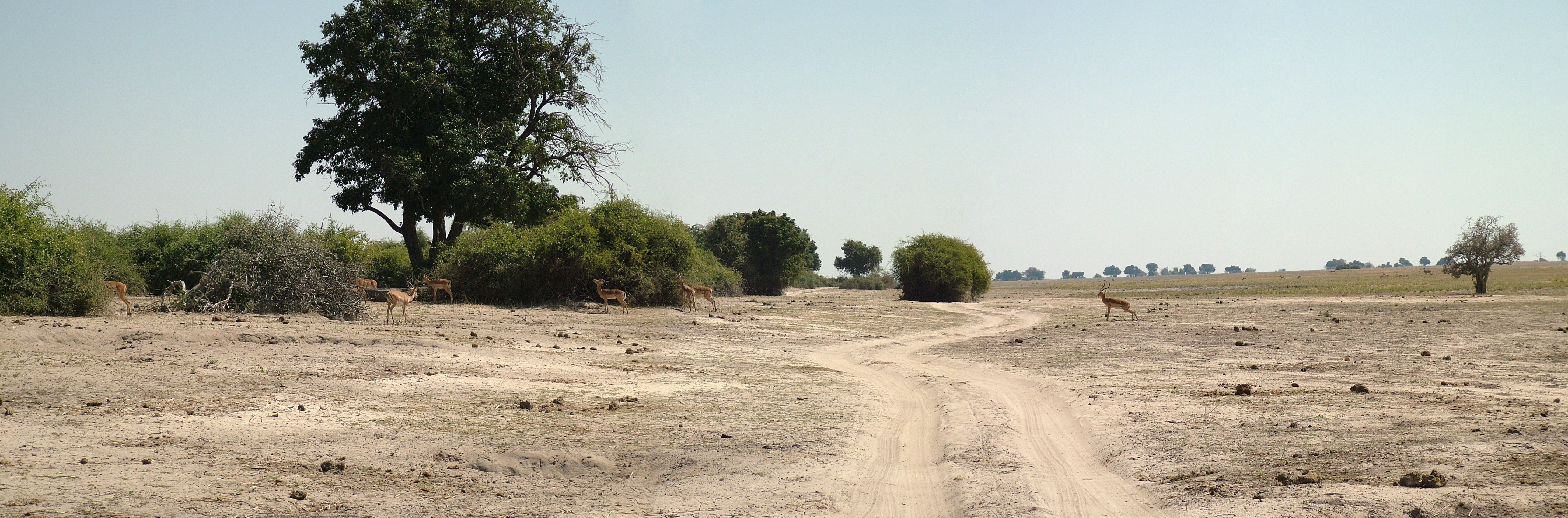
チョベ川付近のパノラマ

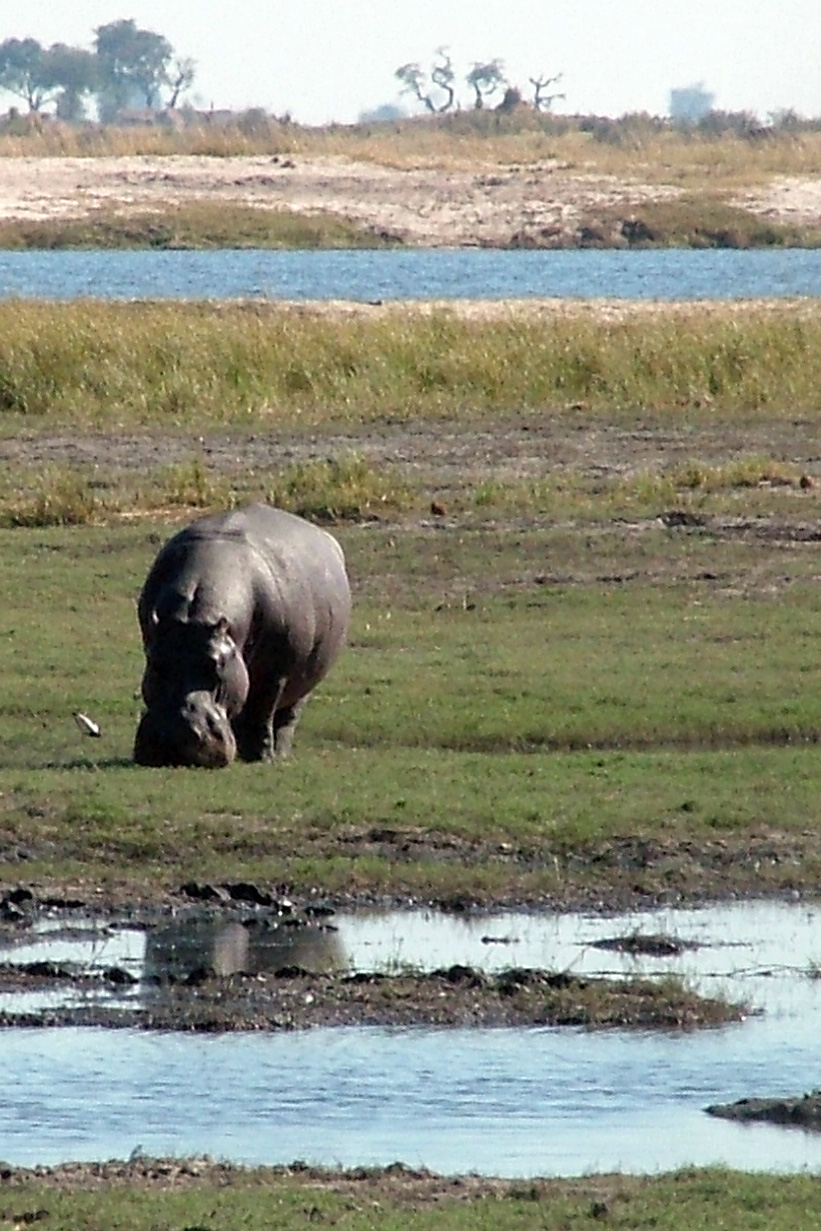
チョベ川流域

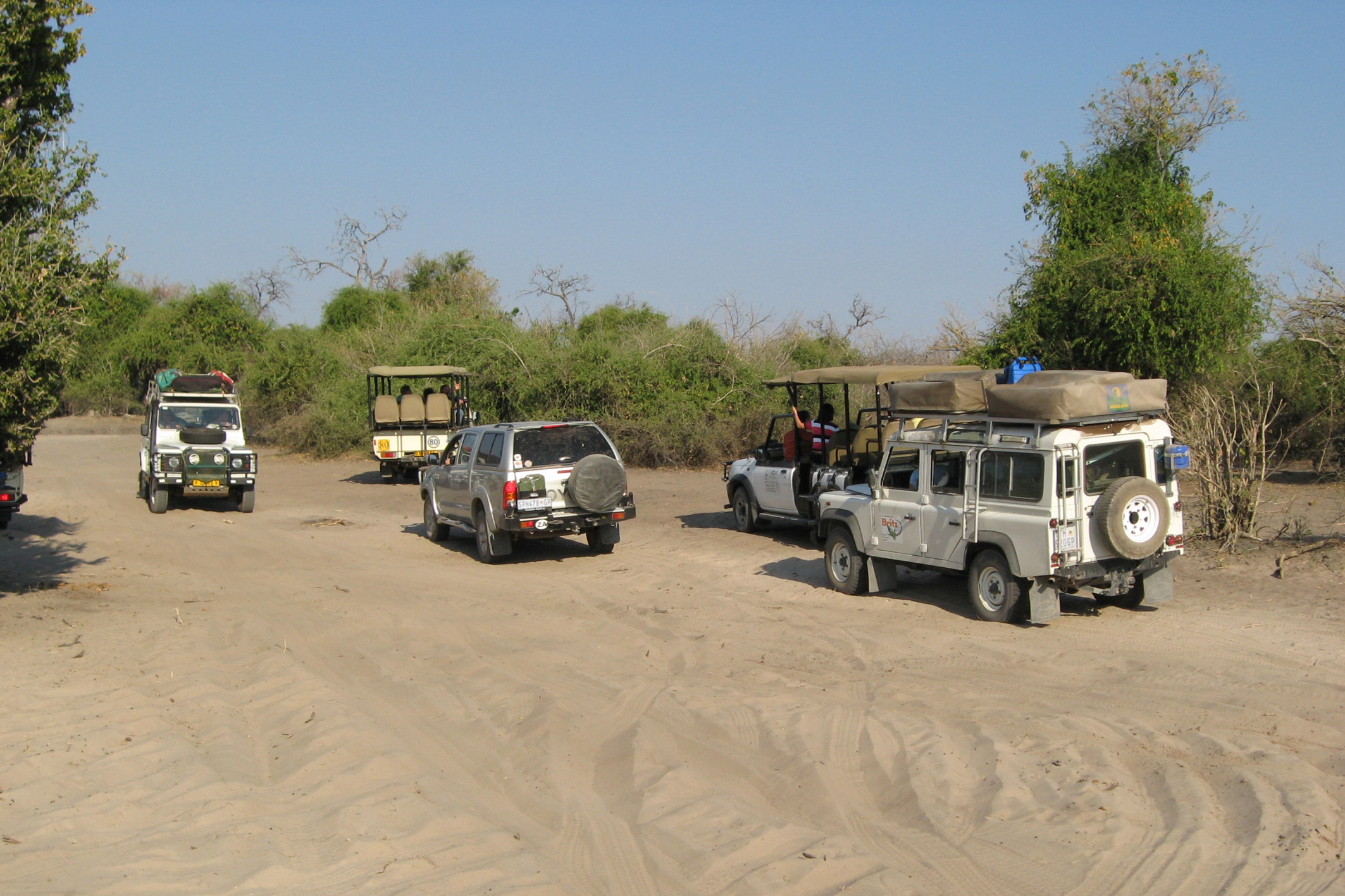
若いヒョウに集まる四輪駆動車

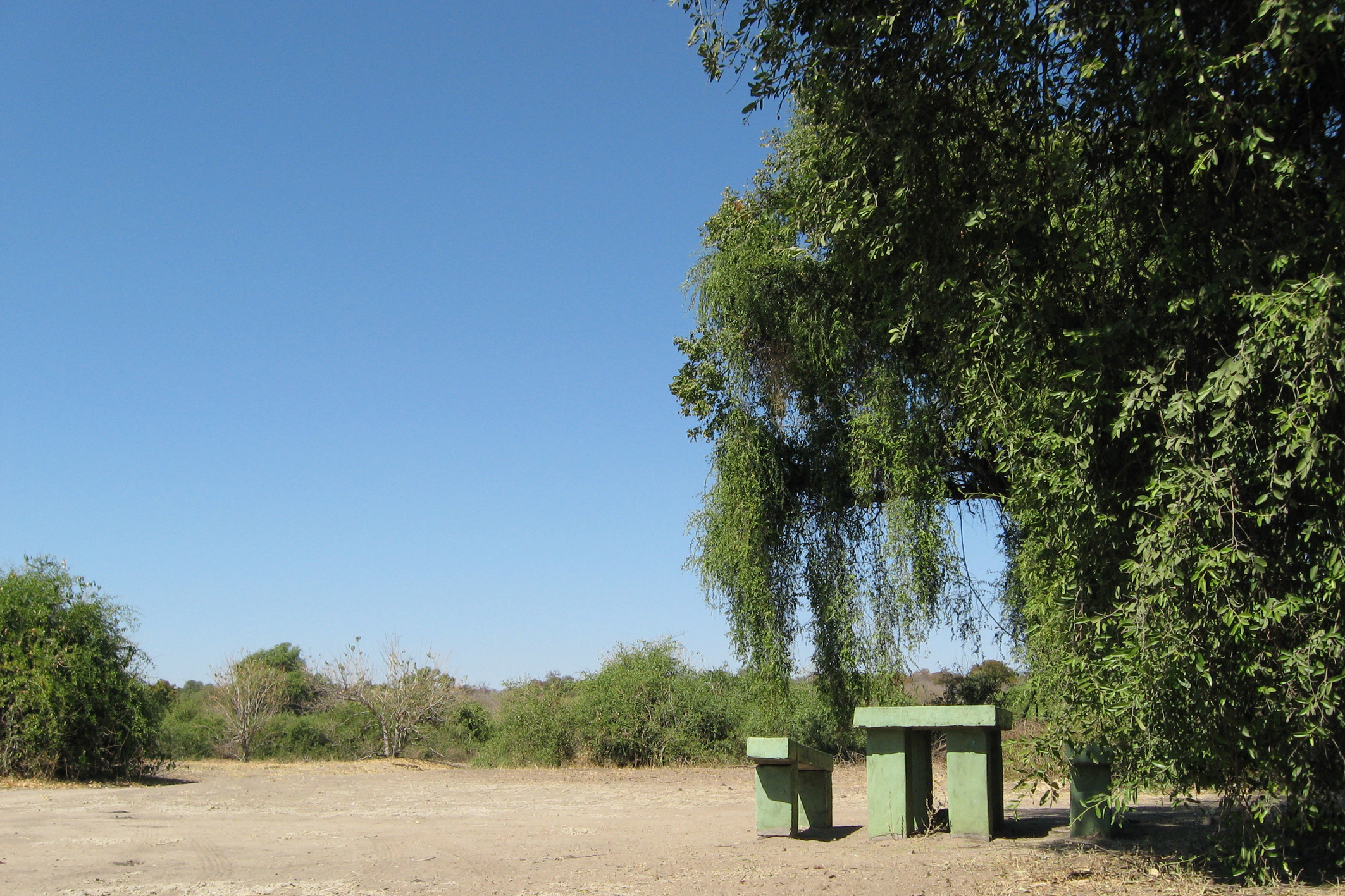
観光客の休憩場所

## 概要
アフリカ大陸の中でも野生動物が多く生息している地域のひとつとして知られる。ボツワナでは中央カラハリ動物保護区と Kgalagadi Transfrontier Park に次いで3番目に広い動物保護区である。ボツワナ初の国立公園でもある。野鳥も多く、450もの種が生息している。
また、この国立公園は5つの国（ザンビア、ナミビア、ボツワナ、ジンバブエ、アンゴラ）にまたがる "Kavango–Zambezi Transfrontier Conservation Area"(:en:)の一部とみなされている。

## 詳細
大きく4つのエリアに分けられ、それぞれが異なる生態系を持っている。

### セロンデラ(The Serondela area)
国立公園北東部に位置し、チョベ川の沿岸、青々とした草原、チークの森林からなる。ビクトリアの滝に近いため、最も観光客が多いエリアである。国立公園は北東でナミビアと接しており、その境界線に沿ってチョベ川が流れている。チョベ川沿岸はハチクイの生息地であり、また乾季にはアフリカゾウやアフリカスイギュウが水を飲みに訪れる。川沿いには国立公園北部への玄関口であるカサネの町があり、数多くの宿泊施設がある。

### サヴティ(The Savuti Marsh area)
国立公園西部に位置し、10878km2の広大な面積を持つ。マバベ(Mababe)側の入口から北に約50km。このエリアは大規模なサバナや起伏のある草原で覆われ、野生生物の活発な営みが観察できる。
サヴティ湿地(Savuti Marsh)とは、地殻変動によって水の供給が断たれた湖の痕跡である。現在はSavuti Channelと呼ばれる川を通じて断続的に水が供給されている。この川は、雨が降ると干上がり、それ以外の時期は水が流れるという奇妙な性質を持っている。これも地殻変動の結果である。これにより、川岸には100本もの枯れ木が立っている。
乾季にはイボイノシシ、クーズー、インパラ、シマウマ、オグロヌー、そして雄のアフリカゾウ同士の闘いを見ることができる。雨季にはライオン、ハイエナ、そしてまれにチーターも見ることができ、野鳥も多い。また、季節によってはシマウマや肉食動物の大移動も見ることができる。

### リニャンティ(The Linyanti Marsh area)
国立公園北西端からサヴティ(Savuti)北部にかけて位置し、クアンド川(Cuando River)の沿岸部にあたる。西にはセリンダ保護区(Selinda Reserve)があり、北はクアンド川をはさんでナミビアのマミリ国立公園(Mamili National Park)と接している。沿岸部は森林、沼地、湿地で構成されている。
このエリアはライオン、ヒョウ、リカオン、ローンアンテロープ、セーブルアンテロープ、カバが高密度で生息しており、アフリカゾウの大きな群れも見られる。また、アカリーチュエ、シタツンガ、ワニも見ることができる。野鳥の数も非常に多い。

### ノガツァ(Nogatsaa grass woodland)
Savuti Marsh と Linyanti Marsh の間に位置し、暑くて乾いた内陸部である。あまり知られていないが、イランドの絶好の観察スポットである。

## 歴史
元々は狩猟採集民族であるサン人が食料（果物、水、野生動物など）を求めて移動しながら生活していた。現在でも公園内にかつての岩絵を見ることができる。
20世紀初頭、のちにボツワナとなる土地はいくつかの異なる土地賃貸法によって分割された。その際、国立公園の大半の領域は王室御料地となり、1931年、国立公園として野生生物を保護する構想が作られた。翌年、チョベ区域(Chobe district)の周辺24000km2が公式に狩猟禁止区域となり、さらに2年後には31600km2に拡大された。
1943年にツェツェバエによる感染症が流行して一時は動きが止まったものの、ようやく1953年に政府によって21000km2のエリアを動物保護区にすることが推薦された。
その結果、面積は狭いものの1960年にチョベ動物保護区が成立し、1967年には国立公園に指定された。その時点においては、区域内にはセロンデラの林業地域をはじめとしていくつかの入植地があったが、その後徐々に移住が進み、1975年には全域で人間の居住がなくなった。セロンデラの林業跡地は今でも見ることができる。また、1980年と1987年の2回にわたってエリアが拡大された。

## アフリカゾウの生息地として
チョベの最大の特徴はそのアフリカゾウの生息数の多さであろう。現在でも50000頭が生息しており、これはアフリカ大陸でも最も生息密度が高い。さらに将来的に見ても地球上で最も多くのゾウが生息し続ける場所でもある。1970年代から1980年代にかけての大量の密猟が横行し、1990年には数千頭まで減少したが、その後は確実にその数を増やしている。
ここに生息しているゾウはすべてカラハリゾウ(Kalahari elephants)と呼ばれ、地球上で最も大きなゾウである。脆くて短い象牙が特徴であり、その原因は土の中のカルシウム不足と考えられている。
いくつかのエリアではゾウが増えすぎることの弊害も出ている。実際、間引きが検討されたこともあるが、これまでのところ一度も行われていない。
乾季にはチョベ川とクアンド川の沿岸に滞在し、雨季には公園の南東部に広がって滞在する。生息域は国境を越えてジンバブエ北西部まで広がっている。

## 参照
1. ↑  “Elephant culls in Chobe”